# Milhars
Milhars è un comune francese di 268 abitanti situato nel dipartimento del Tarn nella regione dell'Occitania. Nel territorio comunale il fiume Cérou confluisce nell'Aveyron.

## Società

### Evoluzione demografica
Abitanti censiti